# Magnetische eenheidspool
Een magnetische eenheidspool is een denkbeeldige puntvormige magnetische pool van bepaalde sterkte. Het is een verouderd begrip, naar analogie met elektrische lading gevormd, om de sterkte van magneetpolen te vergelijken. De sterkte van een eenheidspool is zodanig dat twee eenheidspolen met een onderlinge afstand van 1 m op elkaar een kracht uitoefenen van 1 N. In eerdere versies, passend in het cgs-stelsel, was de sterkte van een eenheidspool zo dat twee eenheidspolen, geplaatst op een onderlinge afstand van 1 cm, op elkaar een kracht uitoefenen van 1 dyne. Met behulp van de eerdere versie van het begrip eenheidspool werd de magnetische veldsterkte vastgelegd, in de eenheid oersted (Oe). Een veld met sterkte 1 Oe oefent op een eenheidspool een kracht uit van 1 dyne.